# Digimon
Digimon (jp. デジモン transkriberat Dejimon, förkortning för デヅタルモンスター, Dejitaru Monsutā [Digital Monsters]) är en populär japansk anime- och manga-serie, som även har blivit samlarkort, tv-spel och leksaker. Digimon är monster i olika former som lever i en värld kallad Digivärlden eller Digitalvärlden. Det är en parallell värld uppbyggd av data från den riktiga världen. Digimon är förkortning av Digital Monsters, som på svenska översatts till Digitala Monster.
I Europa lanserades Digimon av Fox Network och dotterbolag; originalet produceras av de japanska företagen TOEI Animation och Bandai.

## Karaktärer

### Säsong 1 och 2
Detta stycke inbegriper karaktärer från säsong ett: Digimon Adventure och säsong två: Digimon Adventure 02, samt filmen Digimon: The Movie som utspelar sig under samma tidsperiod.

#### Människor
- Tai Kamiya (Taichi Yagami)[1] är en av de så kallade digidestinerade och han är en av huvudkaraktärerna i första säsongen, Digimon Adventure. Han kommer till digivärlden samtidigt som Matt, T.K., Izzy, Mimi, Sora och Joe. Tai får Digimonen Agumon och tillsammans är de ett oslagbart team. Som person är Tai orädd, och bär således på modets tecken. Han är gruppens ledare och Matt är hans bästa vän, trots att de ofta hamnar i konflikter över vem som bör leda gruppen. Tai går i första säsongen klädd i en blå t-shirt med bruna shorts och gymnastikskor, och ett par skidglasögon. Innan Tai kom till digivärlden levde han ett ganska vanligt liv i Japan. Han gick i skolan och hade fotboll som största intresse, och gick i samma fotbollslag och klass som Sora. Tai bor med sin mamma, pappa och lillasyster Kari, som också är ett digidestinerat barn. I första säsongen av TV-serien samt i Digimon: The Movie görs hans röst av Anton Olofson Raeder, och därefter av Kim Sulocki.

- Matt Ishida (Yamato Ishida)[2] är i säsong ett en av de digidestinerade, en av de utvalda. Han kommer till digivärlden samtidigt som Tai, T.K., Izzy, Mimi, Sora, och Joe. Matts Digimon är Gabumon och han har vänskapens tecken, men tvivlar ständigt på om han är värd det. Matt är väldigt angelägen att skydda sin lillebror T.K. och vill gärna känna att han behövs. Deras föräldrar skilde sig innan seriens början och Matt bor hos fadern, medan T.K. bor hos mamman. Matt utvecklar en väldigt stark vänskap med Tai under vistelsen i digivärlden, men de blir stundom ovänner; de tävlar om vem som ska vara ledare för gruppen, och ibland om vem som är bäst storasyskon. Trots rivaliteten ser de varandra som bästa vänner. Matt gifter sig så småningom med Sora och de får två söner. Matts svenska röst görs av Leo Hallerstam.
- T.K. Takaishi (Takeru Takaishi)[3] är aktuell i både säsong ett och två. Han är bara en liten pojke när han för första gången kommer till digivärlden tillsammans med de andra digidestinerade, men han växer oerhört mycket som person under äventyrets gång. Patamon blir hans Digimon och han har hoppets tecken. Trots att T.K. är den yngste i gruppen är det han och Patamon som räddar digivärlden från Devimon och som bryter Piedmons förbannelse. T.K. är Matts lillebror och han ser upp till sitt äldre syskon, men blir ibland besviken på honom och vill inte bli behandlad som ett småbarn. I säsong två återvänder T.K. till digivärlden tillsammans med Kari och de nya digidestinerade. T.K.s svenska röst görs av Oliver Åberg.[4]
- Kari Kamiya (Hikari Yagami)[5] är Tais lillasyster. Hon är ett av de åtta digidestinerade barnen, men ansluter sig inte till dem förrän en bit in i säsong ett. I säsong två återvänder Kari till digivärlden tillsammans med T.K. och de nya digidestinerade. Kari är en väldigt rar flicka som vill allas bästa. Hon har ljusets tecken och hjälpte hennes Digimon Gatomon, som från början var en av den onde Myotismons underhuggare, att ställa sig på rätt sida. I första säsongen av Digimon görs hennes röst av Jasmine Heikura, och i Digimon: The Movie samt säsong två av Emilia Bongilaj.
- Sora Takenouchi[6] är en av första säsongens huvudkaraktärer och bärare av kärlekens tecken. Hennes Digimon är Biyomon. I epilogen av säsong två avslöjas det att hon fått två söner med Matt. Soras röst görs av Jasmine Heikura.
- Koushiro "Izzy" Izumi[7] är en av huvudkaraktärerna i första säsongen av Digimon. Han är gruppens hjärna och "datornörd", och blir tilldelad kunskapens tecken. Izzys Digimon är Tentomon som under tiden i digivärlden blir hans bäste vän. Izzy är adopterad, vilket han får reda på en kväll när han tjuvlyssnar på ett samtal mellan sina adoptivföräldrar. Han väljer att distansera sig från dem genom att ägna tid åt datorn, men allt ställs till rätta när hans adoptivföräldrar kommer ut med hemligheten. Izzys röst görs av Joakim Beutler i säsong 1 och i säsong två  av Victor Hedström.
- Mimi Tachikawa[8] är en av första säsongens huvudkaraktärer och bärare av ärlighetens tecken. Hennes Digimon är Palmon. Mimi går i första säsongen nästan helt klädd i rosa, och hon är en ganska bortskämd flicka som inte drar sig för att börja gråta om hon inte får som hon vill. Hon har en vacker sångröst och var den enda som kunde väcka ShogunGeckomon genom att sjunga hans sång. I säsong två av Digimon har Mimi flyttat till USA. Mimis röst görs Emilia Bongilaj.
- Joe Kido[9] är en av de åtta digidestinerade från första säsongens Digimon. Han är en orolig själ som säger sig vara allergisk mot allt möjligt, men han bär pålitlighetens tecken och står alltid för sitt ord. Hans Digimon Gomamon är väldigt skämtsam och gör ofta narr av honom, men trots det har de ett väldigt starkt vänskapsband. Joe är en aspirerande läkare, precis som hans äldre bror Jim, och pluggar hårt för att kunna uppnå sitt mål. I epilogen av säsong två får man veta att Joe har blivit en läkare i digivärlden. Joes röst görs av Niklas Lind.
- Davis Motomiya (Daisuke Motomiya)[10] är en av de digidestinerade i säsong två av Digimon. Hans Digimon är Demiveemon och han är den rättmätige ägaren till hoppets, vänskapens och miraklets Digiägg. Han bär Tais skidglasögon och är förälskad i Kari, som han refererar till som sin "flickvän" mot hennes vilja. Davis röst görs av Niklas Lind.
- Yolei Inoue (Miyako Inoue)[11] är en av de digidestinerade i säsong två av Digimon. Hennes Digimon är Hawkmon och hon är den rättmätiga ägaren till kärlekens och uppriktighetens Digiägg. Hon är förälskad i Ken Ichijouji, utan att veta att han är Digimonkejsaren. Yoleis röst görs av Jasmine Heikura.
- Cody Hida (Iori Hida[12]), innehavare av kunskapens och pålitlighetens Digiägg, är en av de digidestinerade i säsong två. Hans Digimon är Armadillomon. Codys röst görs av Victor Hedström.
- Ken Ichijouji (Ken Ichijōji)[13] är en digidestinerad i säsong två. I digivärlden går han under namnet Digimonkejsaren efter att han ett par år tidigare fick mörka sporer av data i kroppen, och tillsammans med sin Digimon Wormon regerar han tyranniskt över digivärlden, innan de övriga digidestinerade hjälper honom in på rätt bana. Kens röst görs av Leo Hallerstam.
- Willis (Uoresu/Wallace) är en digidestinerad från USA. Han framträder i Digimon: The Movie och hans Digimon är tvillingarna Kokomon och Terriermon. Kokomon utsattes för ett datavirus när Willis var yngre, och är en av filmens drivande antagonister. När han träffar de digidestinerade Kari, T.K., Davis, Cody och Yolei får han hjälp att digituveckla Terriermon. Willis röst görs av Leo Hallerstam.

#### Digimon
- Agumon, Tais Digimon som är en slags dinosaurie/drakliknande varelse. Han har utvecklingsformerna Greymon, Metalgreymon och Wargreymon. Agumon och hans olika utvecklingar görs alla av Kim Sulocki.
- Biyomon, Soras Digimon som är en slags fågelvarelse. Biyomons röst görs av Maria Rydberg.
- Patamon, T.K:s Digimon. Han kan flyga med hjälp av sina långa öron som också fungerar som vingar. Patrons röst görs av Joakim Jennefors.
- Tentomon, Izzys Digimon som en skalbagge. I likhet med Izzy är han mer intelligent än de andra Digimon, men har en emotionell intelligens som Izzy delvis saknar. Tentomon dubbades av Magnus Rongedal.
- Leomon, en antropomorfisk lejonvarelse som är en slags väktare av digivärlden och en allierad till de digidestinerade. Leomons röst görs av Stephan Karlsén.
- Piedmon, ledare för de fyra Mörka Mästarna som tar över digivärlden i de digidestinerades frånvaro och formar om den till "Siral Mountain". Han är en clown var personlighet påminner om Jokern. Piedmons röst görs av Claes Ljungmark.
- Machinedramon, en av de fyra Mörka Mästarna. Han är en cyborg-drake Machinedramons röst görs av Claes Ljungmark.
- Puppetmon, en av de fyra Mörka Mästarna. Puppetmon är en marionettdocka, som själv kan ta kontroll över sina fiender med styrtrådar. Han framställs som en mer tragisk figur till skillnad från de övriga Mörka Mästarna. Puppetmons röst görs av Magnus Roosmann.
- Metalseadramon, en av de fyra Mörka Mästarna som härskar över havet. Metalseadramons röst görs av Magnus Roosmann.

## Digimon
Det finns tre olika typer av Digimon: Vaccin, Data och Virus. Vilken typ Digimonen är avgör om den blir "god" eller "ond", där vaccin är goda, data neutrala och virus onda.

## Säsonger

### Digimon Adventure(1999–2000)
De första "Digidestinerade" man lär känna är Tai Kamiya, Sora Takenouchi, Matt Ishida, Izzy Izumi, Mimi Tachikawa, Joe Kido och T.K. Takaishi. De blir teleporterade till Digivärlden för att besegra ondskan, och får varsin "digi-kontroll" och Digimon: Agumon, Biyomon, Gabumon, Tentomon, Palmon, Gomamon och Patamon. Senare i säsongen tillkommer även karaktären Kari Kamiya, som är Tais lillasyster samt Gatomon, Karis Digimon.
Några onda Digimon som de digidestinerade barnen och deras digimons måste besegra är Devimon, en djävulsdigimon som får Angemon att offra sig själv i ett avsnitt, samt Etemon, Myotismon, MetalSeadramon, Puppetmon, Machinedramon, Piedmon och Apocalymon.

### Digimon Adventure 02(2000–2001)
Den andra säsongen börjar med att Davis Motomiya (Daisuke Motomiya), Yolei Inoue (Miyako Inoue) och Cody Hida (Iori Hida) på ett mystiskt sätt får digikontroller. De försöker, tillsammans med Kari Kamiya och T.K. Takaishi från den första säsongen, rädda digivärlden från Digimonkejsaren Ken Ichijouji, som är både ett underbarn och ett fotbollsproffs. Senare blir han god när han inser att allt inte bara är ett spel. De nya digidestinerade får såklart nya Digimon: Veemon, Hawkmon, Armadillomon och Wormmon.

### Digimon Tamers(2001–2002)
I Digimon Adventure 02 var de gamla digidestinerade från Digimon Adventure med, men i denna tredje säsong är det helt nya digidestinerade. Dessa är: Takato Matsuki (Takato Matsuda i Japan), Rika Nonaka (Ruki Makino), Henry Wong (Jenrya Li), Jen Katou (Jeri Katō), Ryo Akiyama (Ryō Akiyama), Kazu Shioda (Hirokazu Shiota), Kenta Kogima (Kenta Kitagawa), Su-Chong Wong (Xiao-Chun Li), syskonen Ai och Makoto och Alice McCoy (Arisu). De har även nya Digimon: Guilmon, Renamon, Terriermon, Leomon, Cyberdramon, Guardromon, Marineangemon, Lopmon, Impmon och Dobermon.
Digimon Tamers har ännu inte sänts i Sverige.

### Digimon Frontier(2002–2003)
I Digimon Frontier, som är den fjärde säsongen, är det också helt nya digidestinerade. De digidestinerade är Takuya Kanbara, Koji Minamoto, Junpei "J.P." Shibayama, Zoe Orimoto, Tommy Himi och Kojis bror Koichi Kimura. I den fjärde säsongen har de digidestinerade ingen Digimon-partner utan blir själva Digimon med hjälp av spirit evolution (övers. andeutveckling). Frontier har ännu inte sänts i Sverige.

### Digimon Savers(Data Squad)(2006–2007)
Digimon Savers (även känd som Digimon Data Squad) är den femte säsongen.

### Digimon Xros Wars(Fusion)(2010–2012)
Digimon Xros Wars (även känd som Digimon Fusion) började sändas i Japan i början av juli år 2010 och är den 6:e säsongen.

### Digimon Universe: App Monsters(2016–2017)
Digimon Universe: App Monsters är den 7:e säsongen.

### Digimon Adventure(2020–2021)
Digimon Adventure är den 8:e säsongen av Digimon-franchisen och är en reboot på anime-TV-serien från 1999–2000 med samma namn.

### Digimon Ghost Game(2021–2023)
Digimon Ghost Game är den 9:e säsongen.

## Lanseringar
I Sverige har bara två säsonger av Digimon visats medan fem säsonger har visats i den övriga engelsktalande världen (undantag Japan).
De som har visats i Sverige är:
- Digimon Adventure
- Digimon Adventure 02[20]

I Japan har följande visats:
- Digimon Adventure
- Digimon Adventure 02
- Digimon Tamers
- Digimon Frontier
- Digimon Savers

I Manga-form har följande getts ut (i Japan):
- Digimon V-Tamer
- Digimon Next
- Digimon Chronicle

I Japan har åtta stycken filmer getts ut
- Digimon The Movie: Adventure Digimon[21]
- Digimon The Movie 2: Our War Game[22]
- Digimon The Movie 3: Digimon Hurricane Touchdown and Supreme Evolution: The Golden Digimentals[23]
- Digimon The Movie 4: Revenge of Diaboromon[24]
- Digimon The Movie 5: Battle of Adventures[25][26]
- Digimon The Movie 6: Runaway Locomon[27]
- Digimon The Movie 7: Island of Lost Digimon[28]
- Digimon X-Evolution: The Movie[29]
- Ultimate Power-Burst mode Invoke[30]